# Giải Guizot
Giải Guizot (tiếng Pháp: Prix Guizot) là một giải thưởng của Viện hàn lâm Pháp được thiết lập năm 1994, dành cho những tác giả có tác phẩm xuất sắc về môn lịch sử nói chung.
Giải này được đặt theo tên François Pierre Guillaume Guizot (4.10.1787 - 12.9.1874), nhà sử học và cựu viện sĩ Viện hàn lâm Pháp.

## Những người đoạt giải
- 1995
  - Jean-Pierre Valognes, Vie et mort des chrétiens d'Orient, des origines à nos jours (Nhà xuất bản Fayard)
- 1996
  - Barbara de Negroni, Lectures interdites. Le travail des censeurs au 18ème siècle (Nhà xuất bản Albin Michel)
  - Alain Boureau, Le Droit de cuissage. La fabrication d'un mythe (Nhà xuất bản Albin Michel)
- 1997
  - Michel-Edmond Richard, Notables protestants, en France, dans la première moitié du 19èmme siècle (Nhà xuất bản Lys)
  - Serge de Robiano, Échec à l'Empereur, échec au Roi. Maurice de Broglie, évêque de Gand (1766-1821) (Nhà xuất bản Quorum)
  - Youri Roubinski, La Russie à Paris (Nhà xuất bản Mécène)
  - Paul Butel, Histoire de l'Atlantique, de l'Antiquité à nos jours (Nhà xuất bản Perrin)
- 1998
  - François Caron, Histoire des chemins de fer en France (Nhà xuất bản Fayard)
  - Pierre Pouchain, Les Maîtres du Nord (Nhà xuất bản Perrin)
- 1999
  - Claude Fohlen, Histoire de l'esclavage aux États-Unis (Nhà xuất bản Perrin)
- 2000
  - Alain Gérard, Par principe d'humanité...la Terreur et la Vendée (Nhà xuất bản Fayard)
  - Jacques Jourquin, Dictionnaire des maréchaux du Premier Empire
- 2001
  - Francis Rapp, Le Saint Empire romain germanique, d'Otton le Grand à Charles Quint (Nhà xuất bản Tallandier)
  - François Crouzet, Histoire de l’Économie européenne (Nhà xuất bản Albin Michel)
- 2002
  - Jean Ayanian, Le Kemp, une enfance intra muros (Nhà xuất bản Parenthèses)
  - Victor Debuchy, La vie à Paris sous la Commune (Nhà xuất bản Christian)
  - Elisabeth Crouzet-Pavan, Enfers et Paradis. L'Italie de Dante et de Giotto (Nhà xuất bản Albin Michel)
  - Jean Mathiex, Civilisations impériales (Nhà xuất bản Félin)
- 2003
  - Jean-Marc Moriceau, Terres mouvantes. Les campagnes françaises du féodalisme à la mondialisation, 19-20ème siècle (Nhà xuất bản Fayard)
  - Jean Verdon, Boire au Moyen Age (Nhà xuất bản Perrin)
  - Reynald Abad, Le Grand Marché. L’approvisionnement alimentaire de Paris sous l’Ancien Régime (Nhà xuất bản Fayard)
- 2004
  - Jean-Pierre Rioux, Au bonheur la France (Nhà xuất bản Perrin)
- 2005
  - Janine Garrisson, L'Affaire Calas: miroir des passions françaises (Nhà xuất bản Fayard)
- 2006
  - Marc Boyer, Le Thermalisme dans le Grand Sud-Est de la France (Nhà xuất bản Presses universitaires de Grenoble)
  - Olivier Chaline, Le Règne de Louis XIV (Nhà xuất bản Flammarion)
  - Véronique Larcade, Les Cadets de Gascogne. Une histoire turbulente (Nhà xuất bản Sud-Ouest)
- 2007
  - André Chervel, Histoire de l'enseignement du français du 17ème au 20ème siècle (Nhà xuất bản Retz)
  - Dominique Iogna-Prat, La Maison Dieu. Une histoire monumentale de l'Église au Moyen Age (Nhà xuất bản Seuil)
  - Charles Frostin, Les Pontchartrain ministres de Louis XIV. Alliances et réseau d'influence sous l'Ancien Régime (Nhà xuất bản Presses universitaires de Rennes)
- 2008
  - Lucien Jaume, Tocqueville: les sources aristocratiques de la liberté (Nhà xuất bản Fayard)
  - Marie-Claude Blais, La Solidarité. Histoire d'une idée (Nhà xuất bản Gallimard)
  - Edina Bozoky, La Politique des reliques de Constantin à Saint Louis (Nhà xuất bản Beauchesne)
  - Jean-Marc Berlière, Liquider les traîtres. La face cachée du PCF (1941-1943) (Nhà xuất bản Robert Laffont)
  - Esther Benbassa, La Souffrance comme identité (Nhà xuất bản Fayard)
- 2009
  - Stella Ghervas, Réinventer la tradition. Alexandre Stourdza et l'Europe de la Sainte-Alliance (Nhà xuất bản Honoré Champion)
  - Jacques Le Rider, L'Allemagne au temps du réalisme. De l'espoir au désenchantement (1848-1890) (Nhà xuất bản Albin Michel)
  - Grégoire Kauffmann, Édouard Drumont (Nhà xuất bản Perrin)
  - Charles Wright, Casanova ou l'essence des Lumières (Nhà xuất bản B. Giovanangeli)
  - Alain Monod, Vauban ou la mauvaise conscience du roi (Nhà xuất bản Riveneuve)
- 2010
  - Catherine Horel, Cette Europe qu’on dit centrale. Des Habsbourg à l’intégration européenne 1815-2004 (Nhà xuất bản Beauchesne)
  - David Bitterling, L’Invention du pré carré. Construction de l’espace français sous l’Ancien Régime (Nhà xuất bản Albin Michel)
  - Jacques-Alain de Sédouy, Le Concert européen. Aux origines de l’Europe 1814-1914 (Nhà xuất bản Fayard)
  - Alain Cabantous, Histoire de la nuit 17ème-18ème siècle (Nhà xuất bản Fayard)
  - Nathan Wachtel, La Logique des bûchers (Nhà xuất bản Seuil)
- 2011
  - Frank Attar, Aux armes, citoyens ! naissance et fonctions du bellicisme révolutionnaire (Nhà xuất bản Seuil)
  - Charles-Edouard Levillain, Vaincre Louis XIV: Angleterre - Hollande - France, histoire d'une relation triangulaire 1665-1688 (Nhà xuất bản Champ Vallon)
- 2012
  - André Burguière, Le Mariage et l’Amour en France, de la Renaissance à la Révolution (Nhà xuất bản Seuil)
  - Ivan Jablonka, Histoire des grands-parents que je n’ai pas eus. Une enquête (Nhà xuất bản Seuil)
- 2013
  - Thierry Lentz, Napoléon diplomate (Nhà xuất bản CNRS)
  - Alain Testard, Avant l’histoire: l’évolution des sociétés, de Lascaux à Carnac
- 2014
  - Anthony Glinoer và Vincent Laisney L’Âge des cénacles. Confraternités littéraires et artistiques au XIXe siècle
  - Michel Pernot Henri III. Le roi décrié
- 2015 
  - Edmond Dziembowski La Guerre de sept ans (1756–1763)
  - Antoine Lilti Figures publiques. L’invention de la célébrité (1750–1850)